# Oparba togona
Oparba togona är en spindeldjursart som först beskrevs av Roewer 1934.  Oparba togona ingår i släktet Oparba och familjen Solpugidae. Inga underarter finns listade i Catalogue of Life.